# Nazismo en el cine

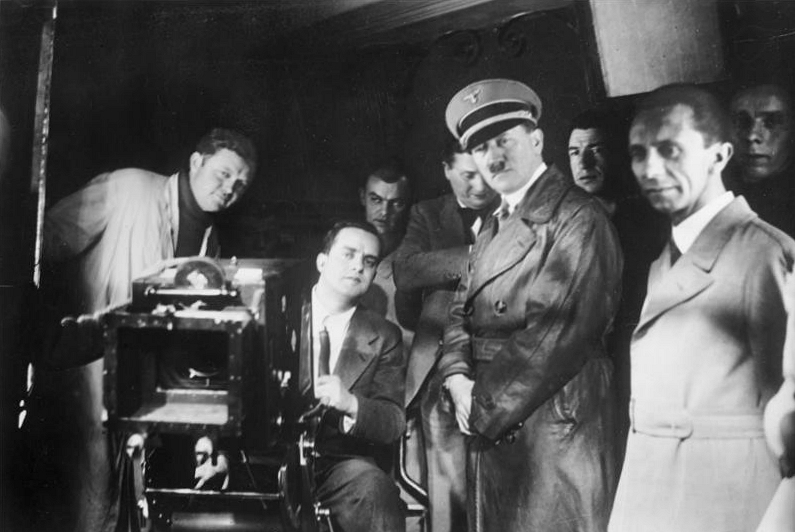
Hitler y Goebbels visitan un plató de la UFA, 1935.

El nazismo creó un elaborado sistema de propaganda, el cual aprovechó las tecnologías del siglo XX, incluyendo el cine. El nazismo manipuló a las masas por medio de películas alabando el régimen. El interés que Adolf Hitler y su ministro de propaganda Joseph Goebbels tenían en la cinematografía no tan sólo era el resultado de una fascinación personal. El uso de películas como propaganda fue planeado por el Partido Nacionalsocialista Obrero Alemán en una fecha tan temprana como 1930, cuando el Partido estableció por primera vez un departamento cinematográfico.

## Metas de la política cinematográfica nazi
Goebbels, quien se autodenominaba “Patrón del cine alemán”, asumió de manera acertada que si el cine nacional es entretenido y le pone énfasis al gobierno, se convertiría en un efectivo instrumento de propaganda, a comparación del cine nacional en que la NSDAP y su política resultaran ser ubicuos. El objetivo principal de la política cinematográfica nazi era promover el escapismo, que estaba diseñado para distraer a la población y mantener a todos con buen espíritu; de hecho, Goebbels proclamó derrota en la Primera Guerra Mundial en el fracaso para mantener la moral de la gente. La propaganda abierta estaba reservada para películas como Der Sieg des Glaubens (La victoria de la fe) y Triumph des Willens (El triunfo de la voluntad), archivos de Congresos de Núremberg y noticiarios. Hay algunos ejemplos de largometrajes alemanes de la Alemania Nazi que trata con la NSDAP o con organizaciones políticas como Sturmabteilung, Juventudes Hitlerianas o Reichsarbeitsdienst, un ejemplo notable es [[Hitlerjunge Quex
(película)|Hitlerjunge Quex]] que trata sobre la infancia de Hitler. Otro ejemplo es el largometraje antisemita El judío Süß. Las películas de propaganda que se refieren directamente a las políticas nazis sumaban menos de un sexto de toda la producción del cine nacional, que básicamente consistía en películas de entretenimiento, aunque las películas de propaganda son las más reconocidas actualmente. Las autoridades y el departamento del NSDAP encargados de las políticas del cine eran el departamento cinematográfico del Ministerio del Reich para la Ilustración Pública y Propaganda, la Cámara de la Cultura (Reichskulturkammer), la Cámara de Cine (Reichsfilmkammer) y el departamento de cine del Departamento de la Propaganda Política (Reichspropagandaleitung). Un sistema de “premios” fue utilizado para incentivar la autocensura, premiada por cosas como “el valor cultural” o “el valor hacia las personas”, y una gran parte de los impuestos se remitía a las películas. Hasta un tercio de las películas del Tercer Reich recibían tales premios.

## Medidas de la política cinematográfica nazi

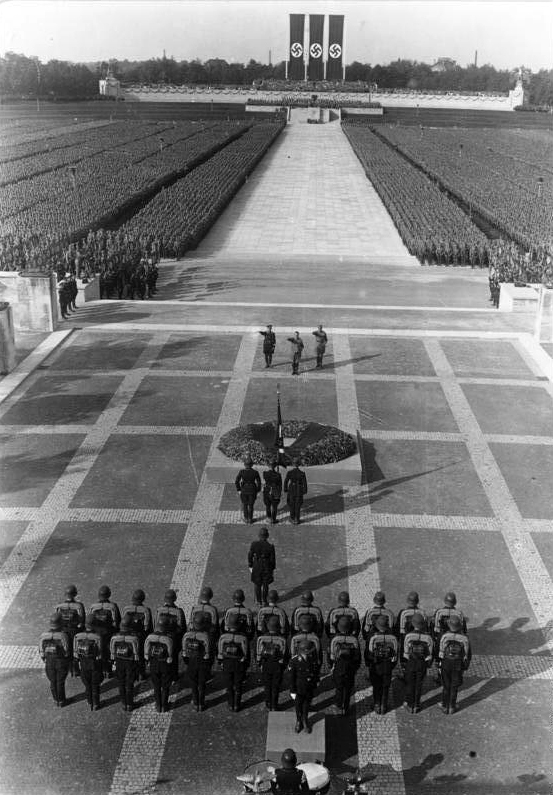
El Totenehrung (homenaje a los muertos) en la reunión de Núremberg del año 1934. SS líder Heinrich Himmler, Adolf Hitler y el líder de las SA Viktor Lutze (de izquierda a derecha) en la terraza de piedra; de El triunfo de la voluntad, dirigida por Leni Riefenstahl.

Para someter la cinematografía a los fines de la propaganda (gleichschaltung), el partido nazi subordinó toda la industria y administración cinematográfica al Ministerio de Propaganda quedando a cargo Joseph Goebbels, y gradualmente nacionalizaron la producción y distribución cinematográfica. Una escuela profesional de gestión estatal para cineastas políticamente confiables (Deutsche Filmakademie Babelsberg) fue encontrada, y la pertenencia a una organización profesional oficial llamada Reichsfilmkammer se hizo obligatoria para todos los actores, cineastas, distribuidores, etc. La censura que ya se había establecido durante la Primera Guerra Mundial y la República de Weimar se incrementó con la creación de la Reichsfilmdramaturg, que ejercía una censura previa sobre todos los manuscritos y guiones desde las primeras etapas de producción. La crítica cinematográfica fue prohibida y se estableció un premio al cine nacional.
Un banco cinematográfico (Filmkreditbank GmbH) fue establecido para proporcionar préstamos con bajos intereses para la producción de películas políticamente aceptadas, películas que también recibían beneficios de los impuestos.

## Producción cinematográfica

Cartel de El triunfo de la voluntad, 1934.

A mediados de la década de 1930, la industria cinematográfica alemana sufrió una de las crisis más severas a las que tuvo que enfrentarse. La crisis tuvo razones variadas. En primer lugar, la mayoría de los actores y productores de películas, dejaron el país después de la llegada al poder del gobierno nazi; otros fueron vetados por el nuevo Reichsfilmkammer. Todo este conjunto de profesionales dejó una brecha que la industria cinematográfica no iba a poder llenar fácilmente. En segundo lugar, el resto de los actores y productores, no perdieron la oportunidad de incrementar sus salarios, que incrementaron de manera considerable los presupuestos de las producciones. En consecuencia, se convirtió mucho más difícil recuperar los costos de producción. En tercer lugar, la exportación de las películas alemanas, se enfrentó a una ola masiva de boicots internacionales. En 1933, las exportaciones cubrieron 44% de los costos de producción: en 1937, esta cifra cayó al 7%.
Muchas compañías productoras cayeron en bancarrota. El número de empresas cayó de 114 (1933-35) a 79 (1936-38) a 38 (1939-41). Esto no llevó necesariamente a un decrecimiento en el total de nuevas películas, ya que las compañías supervivientes se volvieron más productivas y lanzaron muchos más títulos.
Las productoras nazis produjeron coproducciones con empresas de otros países: ocho coproducciones con el Reino de Italia, seis coproducciones con la Tercera República Francesa, cinco coproducciones con el Reino de Hungría, cinco coproducciones con Checoslovaquia, tres coproducciones con Suiza, dos coproducciones con la Segunda República Polaca y el Imperio del Japón (La hija del samurái), así como una con la España franquista, Estados Unidos, el Reino de Yugoslavia y Suecia.
La consolidación de la industria del cine fue indudablemente beneficiosa para el gobierno nazi. Por un lado, una industria de cine poco rentable no necesitaría utilizar la propaganda como requerimiento. Y por el otro lado, un número reducido de grandes productoras tendría un mayor control que muchas y pequeñas productoras. Goebbels fue aún más lejos y dirigió una de estas empresas madre −la Cautio Treuhand GmbH− para poder comprar la mayoría de las casas productoras restantes. En 1937 la Cautio adquirió la mayor productora alemana, Ufa, y en 1942 combinó esta compañía con las restantes −Terra Film, Tobis, Bavaria Film, Wien-Film y Berlin-Film− en una sola empresa llamada Ufi-Group. De un solo golpe, la industria cinematográfica alemana prácticamente se nacionalizó, pero a diferencia de la situación en la USSR, la producción de películas alemanas preservó su carácter como industria privada. Aunque Gobbels creó el Filmkreditbank GmbH con el fin de financiar la industria, los fondos provenían de inversionistas privados. Por lo tanto, no había gobierno que subsidiara la industria cinematográfica nazi en Alemania. Eso obligó a la industria a mantenerse rentable y producir películas que satisfacieran las expectativas de la audiencia.

## Películas galardonadas
He aquí una lista de las películas que fueron reconocidas oficialmente por el Tercer Reich como "artísticamente valiosas" (Alemán: künstlerisch wertvoll) por el estado (* = predicate "valor político especial")
| Año  | Título |
| ---- | --- |
| 1933 | S.A.-Mann Brand (Franz Seitz, Sr.) Hitlerjunge Quex (película) que es El Joven Hitleriano Quex (Hans Steinhoff) Reifende Jugend que es Juventud madurando (Carl Froelich) Flüchtlinge, que es Refugiados (Gustav Ucicky) |
| 1934 | Ich für Dich - Du für mich que es Yo por ti, tu por mi (Carl Froelich) Der Schimmelreiter que es El jinete en el caballo blanco basado en la novela homónima de Theodor Storm (Curt Oertel, Hans Deppe) Der verlorene Sohn que es El hijo prodigio (Luis Trenker) *Stoßtrupp 1917 que es Tropa de choque 1917 (Hans Zöberlein, Ludwig Schmid-Wildy) Krach um Jolanthe que es Disputa sobre Jolanthe basado en el libro de August Hinrichs (Carl Froelich) |
| 1935 | *Hermine und die sieben Aufrechten que es Hermine y los honorables siete (Frank Wisbar) Liebesleute - Hermann und Dorothea von Heute que es Un par de enamorados - Hermann y Dorothea de hoy (Erich Waschneck) Mazurka (Willi Forst) Artisten (Harry Piel) Liebe geht - wohin sie will que es El amor viaja - a donde quiere (Kurt Skalden) *Der alte und der junge König que es El viejo y el joven rey (Hans Steinhoff) *Das Mädchen Johanna que es. Lass Joan, una película de French heroine Joan of Arc (Gustav Ucicky) Friesennot que es Frisians en Privación (Willi Krause) Henker, Frauen und Soldaten que es Colgados, mujeres y soldados, una película de dos primos, uno combatiendo para el bando alemán en el Freikorps, el otro para el bando bolchevique (proto-sovietico) (Johannes Meyer) *Liselotte von der Pfalz sobre Elizabeth Charlotte, Princess Palatine (Carl Froelich) Papageno (Lotte Reiniger) *Der höhere Befehl que es El comandante más alto (Gerhard Lamprecht) |
| 1936 | Das Schönheitsfleckchen que es El punto de la belleza (Rolf Hansen) *Traumulus (Carl Froelich) Drei Mäderl um Schubert que es Tres niñas alrededor de Schubert basado en la novela de Rudolf Hans Bartsch (E. W. Emo) Stadt Anatol (Victor Tourjansky) Stärker als Paragraphen, que es Más fuerte que los párrafos (Jürgen von Alten) Wenn der Hahn kräht que es Cuando el gallo canta (Carl Froelich) Schlußakkord que es Cuerda final (Douglas Sirk) Savoy-Hotel 217 una historia de crimen en el imperio Ruso (Gustav Ucicky) Fährmann Maria que es Barquero Maria (Frank Wisbar) Glückskinder que es Niños afortunados (Paul Martin) 90 Minuten Aufenthalt que es Parada de 90 minutos, una película en tiempo real sobre dos amigos, un alemán y un detective inglés que resuelven un caso en Lisboa. (Harry Piel) Der Dschungel ruft que es Las llamadas de la jungla (Harry Piel) Der Bettelstudent que es El estudiante mendigo, basado en obra por Carl Millöcker (Georg Jacoby) Allotria (Willi Forst) *Der Kaiser von Kalifornien que es El Kaiser de California (Luis Trenker) *Verräter que es Traidores (Karl Ritter) *Wenn wir alle Engel wären que es Si todos los hombres fueran ángeles (Carl Froelich) |
| 1937 | *Der Herrscher que es El soberano (Veit Harlan) *Patrioten que es Patriotas (Karl Ritter) Mein Sohn, der Herr Minister que es Mi hijo, el ministro de gobierno, una comedia burlándose del sistema parlamentario (Veit Harlan) Der Mann, der Sherlock Holmes war (Karl Hartl) Gewitterflug zu Claudia que es Tormentoso vuelo a Claudia (Erich Waschneck) *Der zerbrochene Krug que es La tasa rota, basado en obra por Heinrich von Kleist (Gustav Ucicky) *Condottieri sobre Cesare Borgia y Caterina Sforza (Luis Trenker, Werner Klingler) *Die Tochter des Samurai que es La hija del samurái (Arnold Fanck, Mansaku Itami) *Urlaub auf Ehrenwort (Karl Ritter) |
| 1938 | Revolutionshochzeit que es Revolución-matrimonio (Hans Heinz Zerlett) *Heimat (Carl Froelich) Der Berg ruft, que es La montaña llama, acerca del primer ascenso del Matterhorn; basado en la novela de Carl Haensel, (Luis Trenker) Das Verlegenheitskind (Peter Paul Brauer) Der Fall Deruga que es El Caso Deruga, basado en la novela de Ricarda Huch (Fritz Peter Buch) Mit versiegelter Order (Karl Anton) Liebelei und Liebe, que es Coqueteo y amor (Arthur Maria Rabenalt) Napoleon ist an allem schuld que es Todo es culpa de Napoleón acerca de un hombre que estudia la biografía de Napoleón y niega a su esposa (Curt Goetz) Geheimzeichen LB 17 (Victor Tourjansky) Verwehte Spuren (Veit Harlan) Verklungene Melodie que es Melodía olvidada, (Victor Tourjansky) Tanz auf dem Vulkan Danza en el volcán sobre Jean-Gaspard Deburau (Hans Steinhoff) *Der Katzensteg (Fritz Peter Buch) *Kautschuk que es Caoutchouc (Eduard von Borsody) Die Umwege des schönen Karl que es Las cuestiones del apuesto Karl (Carl Froelich) *Pour le Mérite (Karl Ritter) |
| 1939 | Es war eine rauschende Ballnacht que es Fue una noche asombrosa en el baile, una película de un compositor ruso Piotr Ilich Chaikovski (Carl Froelich) Der Schritt vom Wege que es El paso en falso, basado en la novela Effi Briest por Theodor Storm (Gustaf Gründgens) Flucht ins Dunkel, que es Vuelo hacia la oscuridad (Arthur Maria Rabenalt) *Aufruhr in Damaskus que es Levantamiento en Damasco (Gustav Ucicky) Ein ganzer Kerl que es Un hombre real (Fritz Peter Buch) Johannisfeuer, que es El fuego de San Juan, basado en el libro por Hermann Sudermann (Arthur Maria Rabenalt) Der Florentiner Hut que es El sombrero florentino, basado en la obra Un Chapeau de paille d'Italie por Eugène Marin Labiche (Wolfgang Liebeneiner) Befreite Hände que es Manos libres (Hans Schweikart) Männer müssen so sein, que es Los hombres tienen que ser así (Arthur Maria Rabenalt) Hotel Sacher (Erich Engel) Opernball, que es Baile de la Opera (Géza von Bolváry) *Robert Koch, der Bekämpfer des Todes que es Robert Koch, luchando contra la Muerte (Hans Steinhoff) *Mutterliebe que es Amor maternal (Gustav Ucicky) |
| 1940 | Dunia, La novia eterna (Der Postmeister) (Gustav Ucicky) *Wunschkonzert que esConcierto solicitado (Eduard von Borsody) Wiener G'schichten que es historias de Vienna (Géza von Bolváry) Die Geierwally, basado en la novela por Wilhelmine von Hillern (Hans Steinhoff) Das Herz der Königin que es El corazón de la reina sobre Mary, Queen of Scots (Carl Froelich) *Friedrich Schiller – Der Triumph eines Genies, que es Friedrich Schiller – El triunfo de un genio (Herbert Maisch) *Feinde que es Enemigos (Victor Tourjansky) *Jud Süß (Veit Harlan) *Bismarck (Wolfgang Liebeneiner) |
| 1941 | Friedemann Bach, una película sobre Wilhelm Friedemann Bach, el hijo de Johann Sebastian Bach (Traugott Müller) Ich klage an que es Yo acuso (Wolfgang Liebeneiner) Mein Leben für Irland, que es Mi vida por Irlanda (Max W. Kimmich) Kampfgeschwader Lützow (Hans Bertram) Annelie (Josef von Báky) Auf Wiedersehn, Franziska que es Adiós, Franziska (Helmut Käutner) Quax, der Bruchpilot (Kurt Hoffmann) *Kopf hoch, Johannes! que es Anímate, Juan! (Viktor de Kowa) Operette que es Opereta sobre Franz Jauner y la fundación de la Opereta de Viena (Willi Forst) Immer nur Du, que es Tu, siempre (Karl Anton) Die schwedische Nachtigall que es El Ruiseñor Sueco sobre Jenny Lind y Hans Christian Andersen (Peter Paul Brauer) *Komödianten que es Comediantes (Georg Wilhelm Pabst) **Ohm Krüger (Hans Steinhoff) **Heimkehr que es Llegando a casa (Gustav Ucicky) |
| 1942 | Wiener Blut que es Sangre Veneciana, una comedia romántica acerca Congress of Vienna (Willi Forst) *Zwei in einer großen Stadt, que es Dos en una grande ciudad (Volker von Collande) Die goldene Stadt que es La ciudad de oro (Veit Harlan) Rembrandt, acerca de un pintor holandés Rembrandt van Rijn (Hans Steinhoff) Der große Schatten que es La gran sombra (Paul Verhoeven) Kleine Residenz, que es Residencia pequeña (Hans Heinz Zerlett) *Hände hoch! que es Manos arriba (Alfred Weidenmann) *Diesel sobre Rudolf Diesel (Gerhard Lamprecht) Meine Frau Teresa, que es Mi esposa Teresa (Arthur Maria Rabenalt) *Andreas Schlüter cf. wscultor y arquitecto Andreas Schlüter (Herbert Maisch) *Wen die Götter lieben que es Aquellos que aman a Dios, about Wolfgang Amadeus Mozart (Karl Hartl) *Der Strom, que es El río (Günther Rittau) *Die große Liebe que es El gran amor (Rolf Hansen) **Der große König que es El gran Rey (Veit Harlan) **Die Entlassung que es La decepción (Wolfgang Liebeneiner) Wir machen Musik que es Nosotros hacemos música acerca de un compositor quienes ídolos son Johann Sebastian Bach y los parecidos, quien el falla como compositor Art music y luego tiene éxito con la música popular (Helmut Käutner) |
| 1943 | Sophienlund (Heinz Rühmann) Romanze in Moll que es Romance en una llave menor (Helmut Käutner) Der ewige Klang, que es El sonido eterno, acerca de dos hermanos, un violinista y un creador de violines (Günther Rittau), invitado estrella: Georges Boulanger, cantando: Elisabeth Schwarzkopf Frauen sind keine Engel, que es Las mujeres no son ángeles (Willi Forst) Immensee, basado en la novela por Theodor Storm (Veit Harlan) *Germanin - Die Geschichte einer kolonialen Tat, que es Germanin -la historia de una colonia acerca del desarrollo de Suramin " para salvar a África de trypanosomiasis (Max W. Kimmich, Luis Trenker) Altes Herz wird wieder jung que es El viejo corazón rejuvenecido (Erich Engel) Armer Hansi que es Pobre Hansi, una película animada por Deutsche Zeichenfilm GmbH (Gerhard Fieber) Zirkus Renz, que es Circus Renz (Arthur Maria Rabenalt) Damals que es Erase una vez (Rolf Hansen) *Wien 1910, que es Vienna 1910 acerca del alcalde en Vienna Karl Lueger (E. W. Emo) *Paracelsus, acerca del filósofo suizo alemán Paracelsus (Georg Wilhelm Pabst) Ein glücklicher Mensch, que es Una persona feliz, acerca de un químico famoso profesor basado en la obra "Swedenhielms" por Hjalmar Bergman (Paul Verhoeven) Der weiße Traum que es The White Dream (Géza von Cziffra) Großstadtmelodie que es Melodía de una gran ciudad (Wolfgang Liebeneiner) *Der unendliche Weg que es El camino infinito (Hans Schweikart) |
| 1944 | Der gebieterische Ruf que es La llamada maestra (Gustav Ucicky) Die Feuerzangenbowle, que es El tazón de ponche (Helmut Weiss) *Philharmoniker que es Filarmónica (Paul Verhoeven) Träumerei que es Sueño sobre Robert Schumann (Harald Braun) Das Herz muss schweigen (Gustav Ucicky) Familie Buchholz que es The Buchholz Family, basado en la novela por Julius Stinde (Carl Froelich) Orientexpreß que es Orientación Expres (Victor Tourjansky) Neigungsehe (Carl Froelich) Opfergang que es Maneras de sacrificio (Veit Harlan) |
| 1945 | **Kolberg (Veit Harlan) |

## Distribución cinematográfica
Una concentración se llevó a cabo en un campo de distribución. En 1942, la propiedad de Ufa Deutsche Filmvertriebs GmbH (DFV) ocupó el lugar de todas las compañías restantes en ese entonces. Para la exportación de películas a países extranjeros las compañías especializadas se habían establecido como Cinéma Film AG.
En la época de la República de Weimar, existió un amplio sistema de renta de servicios en educación cinematográfica que se extendía bajo la administración Nazi. En 1943, había 37 servicios regionales y 12.042 servicios municipales. De manera paralela, el Departamento de Propaganda del Partido (Reichspropagandaleitung) presentó su propio alquiler de servicios y películas educativas el cual incluía 32 Gaue, 171 de distritos, y 22.357 en servicios locales. Todos los servicios de alquiler contaban con una extensa colección de películas así como también proyectores de películas de 16 mm disponibles que hicieron posible la exhibición de películas en cualquier clase o conferencia o en cualquier reunión de grupo de las Juventudes Hitlerianas.

## Cines
Aparte de la cadena de cines propiedad de la UFA, los cines no fueron nacionalizados. La mayoría de los 5,506 cines que existían en 1939 dentro del llamado Altreich (el "Viejo Reich", es decir, Alemania sin Austria ni los Sudetes) eran pequeñas compañías dirigidas por sus propios dueños. Sin embargo, muchas de las reglas y regulaciones impuestas por el Reichsfilmkammer (productor) limitaban considerablemente la libertad empresarial de los cines. Por ejemplo, era obligatorio incluir un documental y un noticiario en cada programa de las películas. Según una ley de 1933 (la Gesetz über die Vorführung ausländischer Bildstreifen vom 23. Juni 1933), el gobierno se vio obligado a prohibir la presentación de películas extranjeras. Durante la República de Wiemar se impuso una cuota de importación a las películas extranjeras, y durante la Segunda Guerra Mundial, la importación de películas de ciertos países extranjeros estaba completamente prohibida. Por ejemplo, a partir de 1941 la proyección de películas estadounidenses fue declarada ilegal.
Una comparación cuantitatica del porcentaje de películas alemanas exhibidas respecto a las películas extranjeras exhibidas muestra las siguientes cifras: en el último año de la República de Weimar, el porcentaje de películas alemanas fue de 62,2%, y en la Alemania nazi en 1939 fue de 77,1% mientras que el número de asistentes al cine se incrementó en 2,5 veces desde 1933 hasta 1939; al contrario, el porcentaje de películas estadounidenses exhibidas se redujo de 25,8% en 1932 a 13,9% en 1939; desde 1933 hasta 1939, once películas estadounidenses fueron consideradas "artísticamente valiosas" por las autoridades nazis (por ejemplo The Lives of a Bengal Lancer).
Para poder estimular el efecto de la propaganda, los nazis apoyaron shows de cine en grandes cines con enormes audiencias donde el sentimiento de formar parte de la multitud resultaba tan abrumador para el espectador solitario que la percepción crítica del cine tenía pocas posibilidades de darse. Estos shows también tuvieron lugar en cuarteles militares y fábricas. Las Juventudes Hitlerianas organizaban programas de cine especiales (Jugendfilmstunden) en los que se mostraban noticieros y propaganda cinematográfica. Para poder cubrir cualquier remota área rural con shows de cine, el Departamento de la Propaganda Política (Reichspropagandaleitung) operaba 300 camiones y 2 trenes que transportaban todo el equipo necesario para proyectar películas. El disgusto que Goebbels y otros políticos del cine sentían hacia el cine individual y privado fue probablemente una de las razones por las que no hicieron ningún esfuerzo por desarrollar la televisión −en ese momento una técnica que estaba lista para aplicarse− como un nuevo medio de comunicación de masas.
La propaganda en el cine era la mayor prioridad en Alemania incluso bajo las severas condiciones de los últimos años de la Segunda Guerra Mundial. Mientras que escuelas y teatros dejaron de operar en 1944, los cines siguieron operando hasta el final de la guerra. En Berlín, por ejemplo, se dispuso la colocación de unidades antiaéreas para proteger los cines locales en 1944.

## Sistema de estrellas

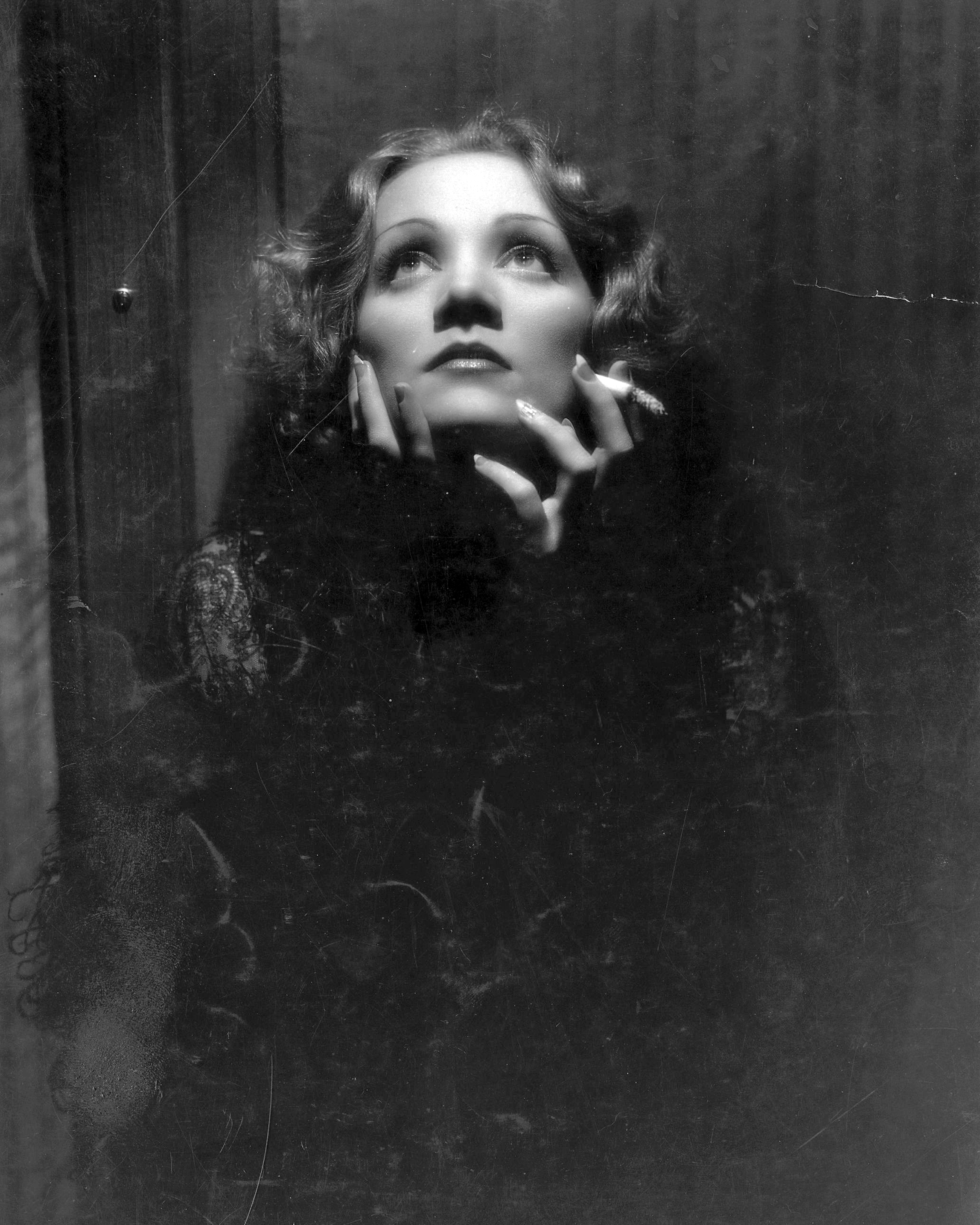
Marlene Dietrich en Shanghai Express (1932). Josef von Sternberg empleó dos reflectores para resaltar los rasgos de Dietrich.

En Alemania siempre hubo estrellas de cine, pero aún no existía un star system comparable con el de Hollywood.  Varios líderes nazis denunciaron al star system como una invención judía. Sin embargo con el fin de mejorar la imagen de los nazis, Goebbels hizo un gran esfuerzo formando un sistema estrella nuevo. Después de que Marlene Dietrich y Greta Garbo se hubiesen ido a Hollywood sin que hubiera sido posible persuadirlas de que sirvieran a la sociedad nacional de la industria del cine, nuevas figuras fueron promovidas.
El ejemplo más conocido es la actriz sueca Zarah Leander, que fue contratada en 1937 por la UFA y se convirtió en la estrella mejor pagada del cine en Alemania en tan solo unos años. La campaña publicitaria para Leander fue llevada a cabo por la oficina de prensa de la UFA, lo cual hizo que su carrera fuera conocida no solo en Alemania sino también en Suecia. La oficina de prensa de la UFA brindaba información detallada a los periódicos de cómo tenía que ser presentada la nueva actriz, y la misma Leander tuvo que seguir ciertas instrucciones sobre su comportamiento para cuando apareciera en público. Este tipo de publicidad no existía en Alemania antes.
Políticos de alto rango como Hitler, Goebbels y Hermann Göring aparecían en público captados por famosos cineastas alemanes. Los compañeros de cena preferidos por Hitler eran las actrices Olga Tschechowa y Lil Dagover, y en 1935, Hermann Göring contrajo matrimonio con la popular actriz Emmy Sonnemann. Las diferentes relaciones de Goebbels con artistas de cine eran notorias, Magda Goebbels abandonó la producción de Die Reise nach Tilsit, porque para ella representaba mucho la historia de su esposo con una de sus numerosas novias, Lída Baarová, lo cual dio como resultado que Magda Goebbels fuera enviada de vuelta a su Checoslovaquia natal.
La relación que los actores establecían con personas de la política determinaba el éxito que estos tendrían en sus carreras cinematográficas, hasta el punto de que la temprana muerte de Renate Müller aparentemente se debió a su falta de cooperación con los requerimientos fijados por el régimen). Se estableció una manera informal de decidir la frecuencia con la que un actor aparecería en una nueva película, clasificando los méritos según 5 diferentes categorías: una de sus consecuencias fue la contratación a todo costo sin necesidad de haber una vacante, con lo que Zarah Leander, Lil Dagover fueron contratadas innumerables veces, o Heinz Rühmann se hizo acreedor al derecho de ser contratado sin tener circunstancia alguna. Era crucial la imagen que las estrellas de cine creaban para la Sociedad Nacional, para el gobierno era evidente que obtenía beneficio del trabajo cinematográfico, ya que en 1938, Hitler declaró muchos gastos del gobierno en el porvenir del cine y de los actores. A partir de ese momento, el gobierno era capaz de deducir el 40% de sus ingresos como gastos profesionales.
En 1944 Joseph Goebbels hizo una lista que enumeraba a los artistas que eran irreemplazables, la Gottbegnadeten-Liste: dicha lista incluía a gente como Arno Breker, Richard Strauss, Herbert von Karajan y Johannes Heesters.
Durante la Segunda Guerra Mundial, las estrellas de cine alemanas brindaron su apoyo a las tropas de guerra dando espectáculos gratuitos para ellas o recolectando dinero para el Auxilio de Invierno del Pueblo Alemán (Winterhilfswerk). Aunque la mayoría de las estrellas masculinas estuvieron exentas del servicio militar, algunas —como Heinz Rühmann− participaron en la guerra como soldados, habitualmente acompañadas por sus propiosequipos cinematográficos.